# سمولیانسکایا
سمولیانسکایا (به لاتین: Smolyanskaya) یک منطقهٔ مسکونی در روسیه است که در استان آرخانگلسک واقع شده‌است.